# Коти (район Чернігова)
Коти — історично сформована місцевість (район) Чернігова, розташована на території Новозаводського адміністративного району. Село було центром Котовської сільради.

## Історія
Село Коти виникло перед 1638 роком — період заснування ряду сіл осілими козаками чернігівського старости Мартина Калиновського, в цьому ж році згадується у Подимному реєстрі. У 1880 році був утворений Халявинський повіт, в складі якого значилося село. 
«Разстояніемъ отъ Чернигова в 6-ти, отъ села Масовновъ въ 1-й верстахъ; положеніе им±етъ на ровномъ м±ст± въ чистыхъ поляхъ, при дороги проселочной, р±ки здесь никакой н±тъ и обыватели воду им±ютъ изъ колодезей» . На думку Ю. Виноградського, «назва пов'язана з прізвищем Кот, яке і зараз зустрічається»  . 
З початком діяльності Чернігівського повітового земельного відділу в лютому 1919 року в Котах створена артіль, але її роботу припинено Громадянською війною. 
У 1933 році в селі Коти була розташована єдина машинно-тракторна станція в Чернігівському районі. Згідно з довідником «Українська РСР. Адміністративно-територіальний поділ на 01 вересня 1946 року» село значилося в складі Котовської сільради (також входили Масани), потім, згідно з тим же довідником за 01 січня 1972 року, воно значилося в складі тієї ж сільради (також входили Деснянка, Масани, Забарівка). 
У грудні 1973 році село Коти Чернігівського району включене до складу міста. На 1973 рік у ньому налічувалося 470 дворів і 1700 жителів. 

## Територія
Район Коти розташований в північно-західній частині Чернігова — безпосередньо на захід від проспекту Миру. Забудова садибна. З півночі до району примикає вулиця Неборака і територія будівельних організацій, з півдня — вулиця Литовська і території комунальних та промислових підприємств, із заходу — вулиця Генерала Авдєєнка, пасовища, території будівельних і промислових підприємств, зі сходу — проспект Миру і території комунальних підприємств. 
Місцевість розчленована балкою, витягнутою з заходу на схід між вулицею Шевцової та провулком Тюленіна, що впадає в Стрижень.  
На північний захід від перехрестя вулиць Володимира Дрозда та Мозирської розташоване місцеве кладовище. 

### Вулиці
Вулиці Генерала Авдєєнка, Григорія Сурабка, Громової, Коробко, Литовська, Мозирська, Миколи Неборака, Смирнова, Тюленіна, Тичини, Ударна, Шевцової; провулки Громової, Мозирський, Смирнова, Тюленіна, Тичини.

## Соціальна сфера
Немає шкіл і дитячих садів. 
Є будинок культури, магазини. 

## Транспорт
- Тролейбус: маршрути 3, 4, 9, 10 — по проспекту Миру
- Автобус: маршрути 30 — по вулиці Тичини через район; 2, 2а, 22, 33, 42 — по проспекту Миру

## Відомі уродженці
- Авдєєнко Петро Петрович — Герой Радянського Союзу[7].
- Давиденко Микола Маркович (1935—2004) —  професор ЮНЕСКО, вчений, доктор наук, геолог, еколог.